# 下原ダム
下原ダム（しもはらダム）は、岐阜県下呂市金山町中切の一級河川・木曽川水系飛騨川中流部に建設されたダムである。
中部電力が管理する発電専用ダムで、高さ23.0メートルの重力式コンクリートダムである。東邦電力による飛騨川の電力開発事業の一環として1938年（昭和13年）に完成した、飛騨川では比較的歴史の古いダムである。その後日本発送電の管理を経て1951年（昭和26年）より中部電力が管理を承継し、現在に至る。ダム下流にある下原発電所によって最大2万2,000キロワットを発電する。ダムによって形成された人造湖の名称は特に付けられていないが、鉄道ファンの間では撮影スポットとしても知られるダムである。飛騨木曽川国定公園に指定されている。

## 沿革

### 飛騨川第一発電所計画

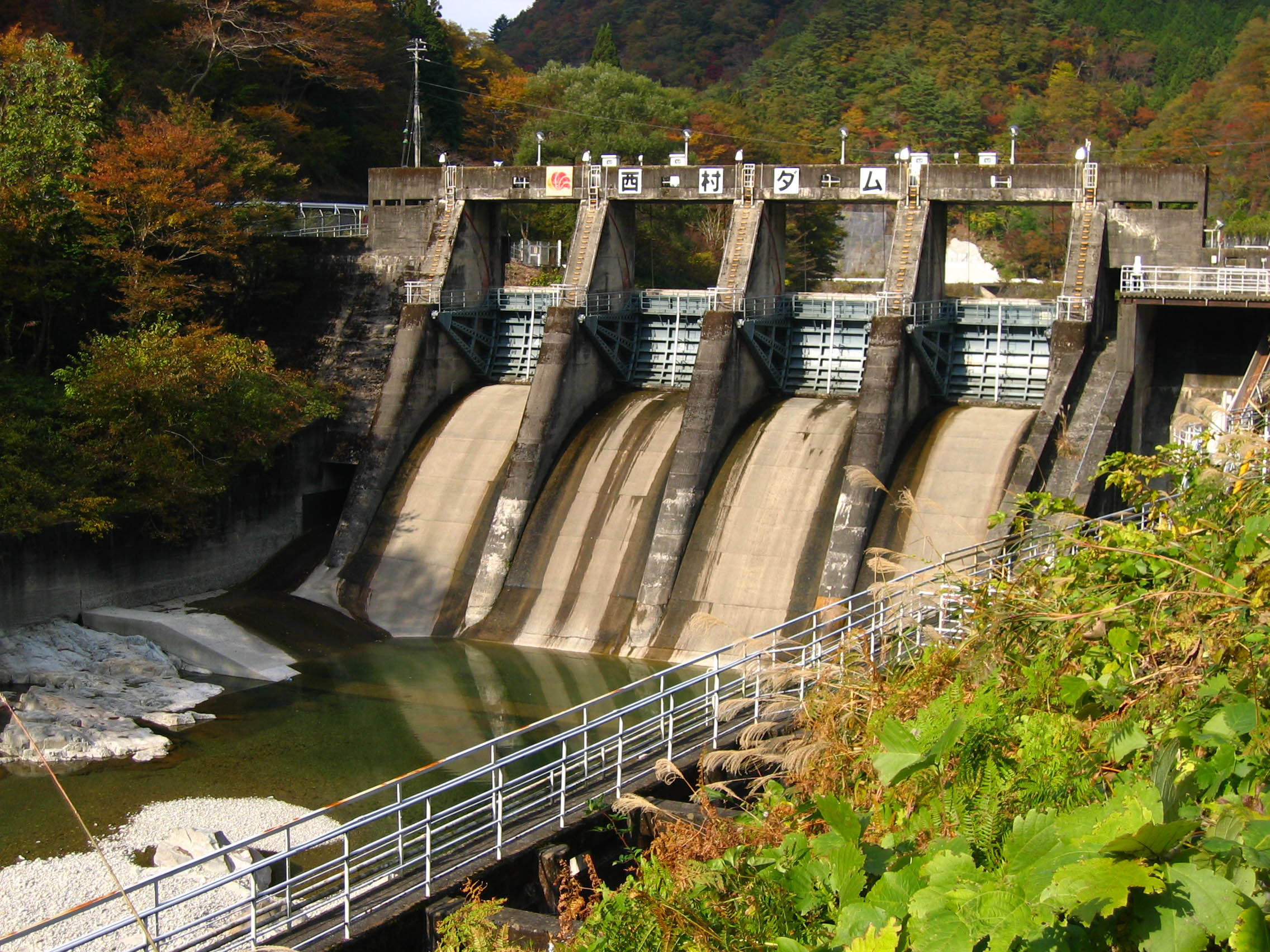
日本電力が施工した瀬戸第二発電所の取水口である西村ダム（馬瀬川）。東邦電力の水力発電計画に影響を及ぼした。

飛騨川は急流で水量も多く、水力発電を行うには絶好の河川であった。開発の歴史は古く、大正時代には日本電力と東邦電力が競うように飛騨川流域で水力発電事業を進めた。このうち「電力王」こと松永安左エ門が率いる東邦電力は1919年（大正8年）、前身である岐阜興業発起人の時に飛騨川第一・飛騨川第二・飛騨川第三発電所の水利権使用申請を行い、河川管理者である岐阜県に受理されたことで正式な開発がスタートした。この計画はその後変更が重ねられ、当初の飛騨川第一発電所計画は益田郡下原村にそれぞれ金山発電所と下原発電所の二つに分離して建設されることとなった。
下原発電所はダム水路式発電所として計画され、飛騨川中流部の峡谷である中山七里（なかやましちり）に下原ダムを建設するほか、金山で飛騨川に合流する馬瀬（まぜ）川の下流部に馬瀬川堰堤（まぜがわえんてい）を設けてそれぞれより取水した水を発電所までトンネルで導水して発電する方法を採った。同時に馬瀬川堰堤直上流部に東村発電所を建設し、馬瀬川と和良川の水を取水して発電を行うという計画も立てていた。ところが全く同じ時期に同じ飛騨川流域で電力開発を進めていた日本電力は、馬瀬川の上流部に西村ダムを建設し、ここから取水した水を飛騨川本流にトンネルで導水し、1924年（大正13年）に完成していた瀬戸第一発電所において発電する瀬戸第二発電所計画を進めていた。仮に瀬戸第二発電所が完成すれば馬瀬川の取水量は極端に減少し、下原発電所は導水トンネル位置の大幅な変更を余儀無くされるだけでなく、東村発電所は計画自体が成り立たなくなるという大問題が発生した。そこで両社は長期間を費やして協議を重ね、最終的に以下の四項目で妥結を見た。
1. 東邦電力は日本電力の瀬戸第二発電所建設によって起こる下原・東村両発電所への影響について異議を申し立てないこと。
2. 東邦電力は下原発電所における取水について、馬瀬川からの取水量を減らし差分は飛騨川からの取水増加で補うこと。
3. 東邦電力は東村発電所の水利権使用申請を取り下げること。
4. 両社は両計画を1938年（昭和13年）10月末日までに全て完成させ、日本電力は完成期日が遅れた場合には東邦電力に発電水利に関する損害を賠償すること。

東邦電力の水利権使用申請は1927年（昭和2年）、日本電力の水利権使用申請は1930年（昭和5年）であり東邦電力の方が先に申請を行っている。にもかかわらず東邦電力が大幅に日本電力に対して譲歩した内容での妥結となったが、それは日本電力の瀬戸第二発電所計画の方がより効率的に飛騨川の水力開発を行える計画案であったことによる。こうして東邦電力は下原発電所の建設に着手することが出来るようになった。なお瀬戸第二発電所はこの協議に定められた期日どおりに完成している。

### 施工と管理
こうして施工が開始されたが、ダム建設によって流木補償という現在では見られない補償事由があった。日本電力が瀬戸第一発電所を建設する際に、当時盛んであった林業の主要輸送手段であった流木が途絶えるとして飛州木材株式会社との間で激しい対立を繰り広げた「益田川流木事件」が1924年に起こっており、岐阜県議会議長の周旋で辛うじて流血の事態が避けられたという経緯があった。このため飛騨川を管理する岐阜県は慣行流木権の保護を目的に、ダム建設時には流木路確保のための流筏路（りゅうばつろ）と流木維持のための放流を必ず実施するという条件で、発電用水利権の使用許可を下していた。現在でいうところの漁業補償の「魚」が「木」に代わったようなものである。これに伴い下原ダムにも左岸部に魚道様の流筏路が設けられた。だが皮肉にも下原ダムが建設されている頃には高山本線が岐阜駅と高山駅間で1934年（昭和9年）10月25日に開通。以後流木から鉄道輸送に木材輸送が切り替わったことでこの流筏路はほとんど使われることはなかった。
下原ダムと下原発電所はさまざまな計画変更や難局を乗り越えて1938年12月に五年の歳月を経て完成した。ところが下原ダムが完成した時期は日中戦争が激化の一途をたどり、軍部が次第に政治を支配するようになった。そうした時勢において国家総力戦を推進していた第1次近衛内閣は陸軍統制派の圧力もあり国家総動員法と共に電力管理法を同年3月に成立させた。その趣旨は全国の発電・送電施設を国家の統制下におくというものであって翌年には執行機関として特殊法人である日本発送電株式会社が発足した。東邦電力社長職に在った松永安左エ門はこれを痛烈に批判したことで隠退を余儀無くされ、抵抗も空しく下原ダムを含め全ての発電所は国家管理の名の下に事実上接収された。
ここにおいて下原ダムは「国直轄」のダムとして管理されたが、太平洋戦争の敗戦後日本を占領した連合国軍最高司令官総司令部（GHQ）によって日本発送電は1948年（昭和23年）に過度経済力集中排除法の指定を受け、1951年（昭和26年）にはポツダム政令の下電気事業再編成令が公布されて分割・民営化された。旧東邦電力は中部電力として再出発したが、飛騨川の発電用水利権と発電施設の帰属について旧日本電力の流れを汲む関西電力との間で対立が生じた。だが最終的には公益事業委員会の調停で全ての施設と水利権は中部電力が所有することになり、下原ダムは中部電力に管理が継承され、現在に至っている。

## 下原発電所
下原ダムに付設された下原発電所は当初の計画では1万6,500キロワットの発電を行う計画であった。その後1936年（昭和11年）12月10日には1万9,451キロワットに出力を増強させる計画に変更、さらに完成直前の1938年11月17日には現在の2万2,000キロワットによる出力となり、現在に至っている。ダムと馬瀬川堰堤で取水された水はそれぞれ2,282メートル、3,049メートルの水圧鉄管を通して約2キロメートル下流の発電所に送られ、電力を生み出す。使用する水量の割合は飛騨川分と馬瀬川分を5対1の比で取水する。鉄管は国道41号やJR高山本線の下を潜るため、これに対応すべく橋梁を建設した。
中部電力はその後朝日ダムを皮切りに飛騨川流域一貫開発計画による大規模水力発電計画を進めていったが、下原ダムはこの計画によって大幅な電力発生量の減少を余儀無くされた。1976年（昭和51年）馬瀬川に岩屋ダムと馬瀬川第二ダムが完成し揚水発電の馬瀬川第一発電所が運転開始、二年後の1978年（昭和53年）には中呂（ちゅうろ）発電所が運転開始して馬瀬川からの取水量が減少したことにより、完成当時は年間発生電力量が約1億3,076万キロワット時だったのが、両発電所の運用開始に伴い年間1,800万キロワット時と、約9分の1近くに減少したのである。だが現在中小規模の水力発電開発が経済産業省によって推奨されている中、下原ダムと下原発電所の役割は飛騨川からの電力供給において重要な役割を担っていることには変わりない。

## 観光

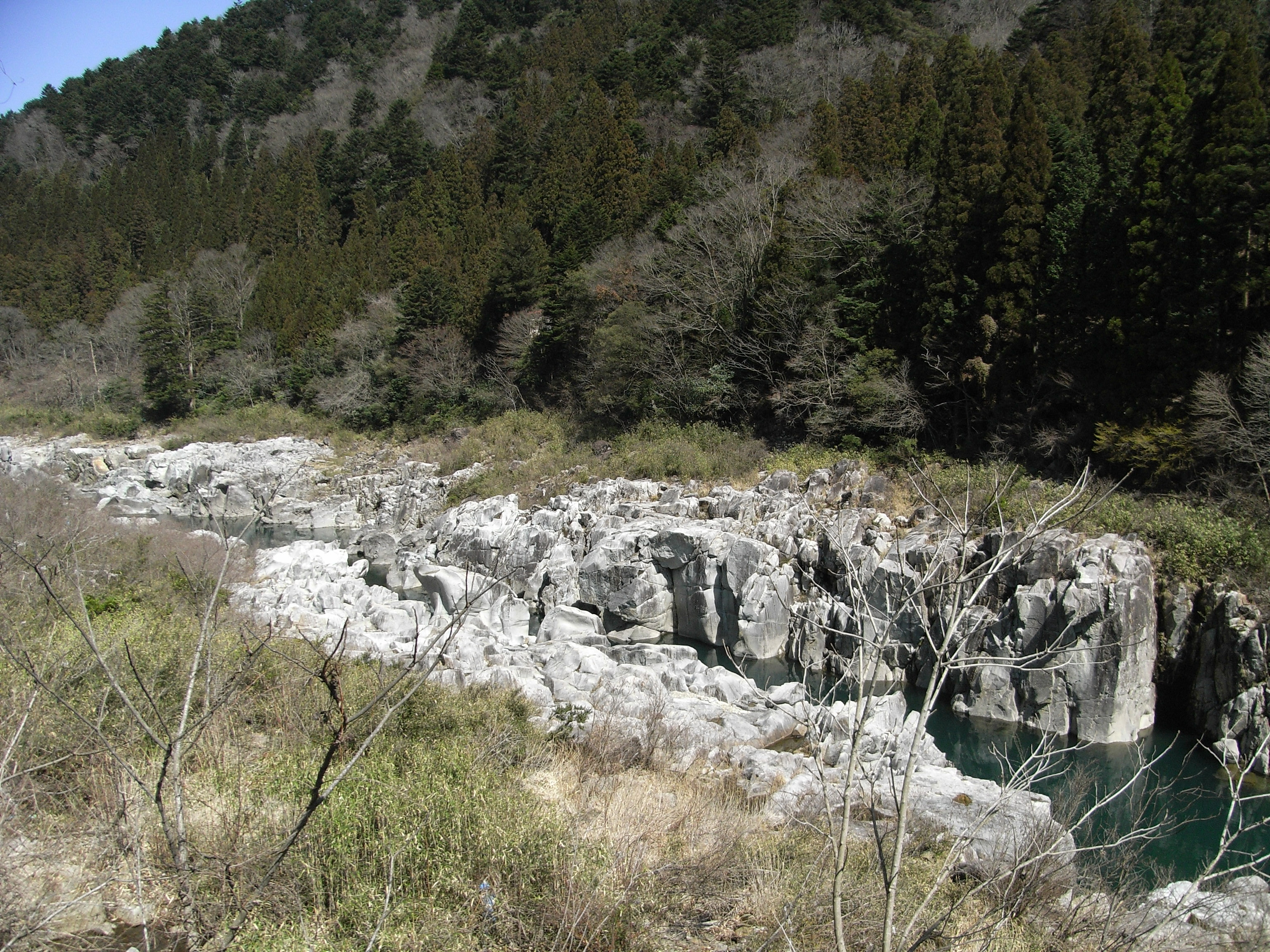
下原ダム下流付近の中山七里。飛水峡と並ぶ飛騨川の代表的峡谷である。

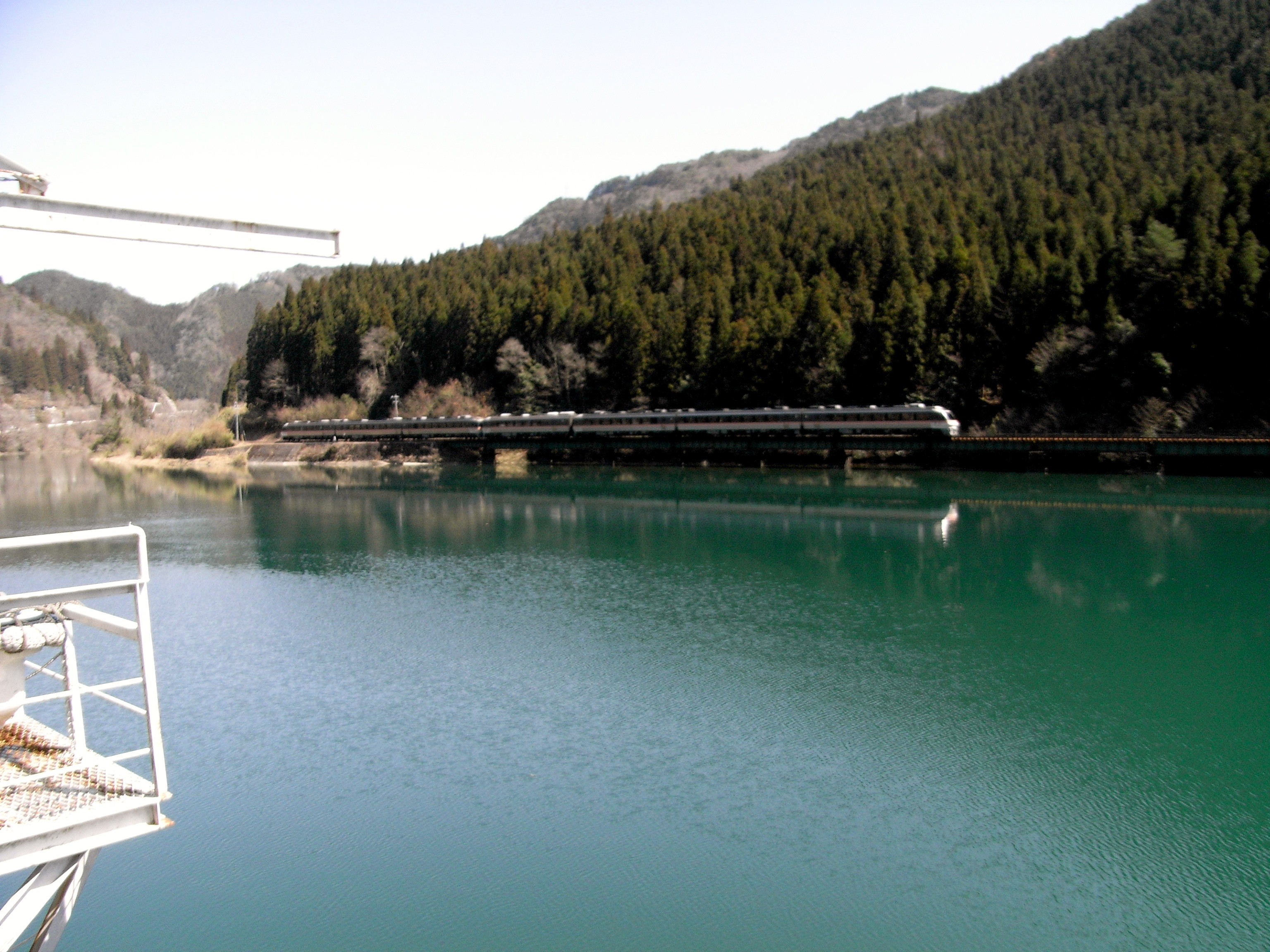
下原ダム湖を渡る高山本線の特急・ワイドビューひだ号。鉄道ファンの間では撮影スポットとして知られている。

下原ダムは名古屋市・岐阜市方面からでは国道41号を下呂市金山町中心部から高山市方面に北進すると、右手に見えてくる。ダムは常に放流を行っているが、これは付近が飛水峡と並ぶ飛騨川の代表的な峡谷である中山七里の中央部にあたり、飛騨川の景観保護を目的に1997年（平成9年）に改正された河川法の趣旨に基づいて放流を行っているものである。中山七里は切り立った岩の間を荒々しく飛騨川が流れる渓谷で奇岩も多く、飛騨木曽川国定公園の観光地の一つにもなっている。さらに北上すれば岐阜県の代表的な観光地である下呂温泉にも到達し、名湯を求めて多くの観光客が訪れる。
またJR東海の高山本線では下原ダム湖に架けられた鉄橋を列車が渡る。この鉄橋はダムの建設当時、満水位になると線路が水面とほぼ同じ高さになってしまうことから東邦電力が補償の一環として建設したものであるが、現在では第一飛騨川橋梁などと並んで鉄道ファンによる格好の高山本線有数の撮影スポットとなっている。この鉄橋を渡る特急・ワイドビューひだ号の写真はJR東海の高山観光キャンペーンにおいてポスターとして使用された他にも1990年ダイヤ改正時には『メタモルフォーゼ高山ライン』のコマーシャルとしてこの地を走るワイドビューひだの映像が採用されたこともあり、そこで撮影されたオレンジカードとしても多数の種類が発売された。休日にはダム右岸の国道41号にある駐車帯や旧喫茶店付近に車を停めて撮影するファンが多く訪れる。